# Rua Pinheiro Machado
A rua Pinheiro Machado, antiga Rua Guanabara, é um logradouro do bairro de Laranjeiras, na cidade do Rio de Janeiro. Estende-se da Rua Farani, em Botafogo, até a rua das Laranjeiras, fazendo, também, a ligação com o Túnel Santa Bárbara. A rua é considerada como o distrito estadual do estado do Rio de Janeiro, pois é nessa rua onde o Palácio Guanabara está sediado e onde o governador do estado vive e mora durante o mandato.
Nessa rua, que é uma das importantes vias de ligação entre a Zona Norte e a Zona Sul da cidade, ficam prédios conhecidos ou famosos, como o Palácio Guanabara, sede do governo do Estado, a antiga residência do Senador José Gomes Pinheiro Machado, na colina denominada Morro da Graça, até 1915, um dos importantes centros políticos da velha República, atualmente, tombada pela prefeitura municipal, o estádio do Fluminense Football Club e o consulado alemão, cujo prédio foi construído na década de sessenta com arrojadas linhas arquitetônicas. Próximo, ficam a Universidade Santa Úrsula, na Rua Fernando Ferrari e a Fundação Getúlio Vargas, na Praia de Botafogo.